# 格雷格·瑟尔
格雷格·瑟尔（英語：Greg Searle，1972年3月20日—），英国男子赛艇运动员。他曾代表英国参加1992年、1996年、2000年和2012年夏季奥林匹克运动会赛艇比赛，获得一枚金牌和二枚铜牌。

## 家庭
哥哥琼尼·瑟尔。